# آیوانهو (فیلم ۱۹۵۲)
آیوانهو (انگلیسی: Ivanhoe) فیلمی در ژانر حماسی به کارگردانی ریچارد تورپ است که در سال ۱۹۵۲ منتشر شد.

## بازیگران
- رابرت تیلور
- الیزابت تیلور
- جون فونتین
- جرج سندرز
- مایکل برنان
- والنتین دایل
- رابرت داگلاس
- سباستین کبت